# Nuevo Nicapa
Nuevo Nicapa es una localidad del estado mexicano de Chiapas. Es parte del municipio de Pichucalco.

## Demografía
| Gráfica de evolución demográfica |
|                                  |

| Censo | Población |
| ----- | --------- |
| 1990  | 780       |
| 2000  | 1 138     |
| 2010  | 1 346     |
| 2020  | 1 555     |